# Fémina (émission radiophonique)
Pour les articles homonymes, voir Femina.

Fémina est une émission radiophonique canadienne-française qui est dirigée et animée par Thérèse Casgrain à son commencement. À ses débuts vers 1935, le programme est présenté sur les ondes de CKAC. Puis, l'émission est diffusée sur les ondes de Radio-Canada à partir de la saison 1936-1937 jusque dans les années 1960. Casgrain cède la direction de l'émission à Louise Simard dans les années 1940.

## Contexte
Autour des années 1950, la radio devient un moyen de communication favorable aux discours des femmes. Ce média de masse rassemble des milliers d’auditrices qui grâce à la radio découvrent les discours féministes. En effet, certaines femmes n’ayant pas le droit aux études supérieures n’ont pas accès aux grandes sources d’informations. La radio leur permet ainsi de connaître les questions majoritairement posées sur les conditions des femmes au Québec. La radio offre un emploi aux femmes qui leur donne une grande liberté au travail ce qui n’est pas le cas des emplois féminins de l’époque. La radio a également mené certaines femmes dans le monde de la célébrité.
II y a peu de femmes qui occupent le poste de réalisatrices ou directrices de programme pendant les années 1930 à 1940. Par contre, certaines d’entre elles se façonnent un trajet vers le succès comme Thérèse Casgrain directrice de Fémina. II y a également parmi ses femmes d’autres noms connus : Louise Simard, Judith Jasmin et Jeannette Brouillet.
En 1937, deux programmes transposent un discours féminin dans la radio québécoise Fémina et Quelle nouvelle? ont favorisé l'information du public sur la cause du féminisme et ont fait évoluer les mentalités. Ce sont Thérèse Casgrain et Jovette Bernier qui ont ouvert une voie vers le préféministe à la radio. Casgrain avait comme objectif de transposer dans son programme radio l’importance du droit des femmes. Fémina permet de transmettre aux femmes des informations sur les aspects juridiques et sociaux qui les concernent. Le programme est composé de fictions dramatiques , d’interviews et de commentaires qui aident les femmes à sortir de leur ignorance face au domaine juridique.

## Format
Les féministes emploient la radio comme moyen de rallier des femmes à la cause. Ainsi, Fémina sert de vecteur de persuasion à Casgrain afin de convaincre l'auditoire de l'importance du droit des femmes. En effet, l'émission sert de vitrine aux discours féministes et permet de les populariser. Par contre, il ne s'agit pas de son seul objectif. Fémina sert également à éduquer son auditoire. Pour ce faire, l'émission présente des informations sur divers sujets incluant des réponses à des questions juridiques et sociales à travers des sketches dramatiques . À la suite des sketches, des professionnels sur le sujet venant d'être présentés sont interviewés et des commentaires sont émis afin d'expliquer l'étendue de la question.

## Contenu
L'émission est composée d'une grande variété de chroniques : d'une chronique culinaire avec Jehane Benoit à la présentation de conseils de style à travers une chronique sur la mode. Dans un segment nommé Une femme avertie en vaut deux, Jeanette Bertrand, offre à partir de mars 1954, des conseils en tout genre allant des droits de la femme (en abordant le contrat de mariage et les actes de dotation) jusqu'à la présentation de conseils permettant de soigner des maladies infantiles. 
Ainsi, on comprend que les sujets traditionnellement féminins ne sont pas les seuls abordés dans le cadre de l'émission radiophonique. Des invités provenant de divers milieux, dont des sphères médicale, juridique et municipale, sont conviés sur les ondes afin d'assurer que les femmes à l'écoute soient informées autant sur leurs droits et devoirs de citoyennes, de mères de famille et d'épouses. On présente également une section portant sur la politique nationale et internationale dans le cadre de l'émission. Dans les émissions radiophoniques féminines, il arrive fréquemment que les chroniques d'actualité et de politique soient présentées par des hommes. D'ailleurs, dans le cas de Fémina, le journaliste André Laurendeau en fut responsable durant une certaine période. 
Le radio-feuilleton permet d'aborder des sujets nouveaux aux femmes. Le sujet de la reproduction qui a longtemps été mis en valeur est tranquillement délaissé. On le remplace par des sujets de nature économique et politique en ayant en tête la femme comme public cible. 

## Réception

### Auditrices
Les réactions des femmes face aux sujets abordés dans le cadre des divers épisodes sont positives. En effet, Fémina reçoit une tonne de lettres chaque semaine. Parmi les chroniques les plus populaires, Cordon Bleu, celle de Jehane Benoit occasionne le plus de réponses. Par exemple, Radio-Canada reçoit 14 000 demandes d'auditrices afin de se procurer son recueil de recettes lors de sa publication. 

### Féministes
En 1941, un sketch de Fémina encourage les femmes à obtenir leur carte d'électrice afin de pouvoir voté lors de l'élection complémentaire de Montréal-Saint-Jacques. De plus, Thérèse Casgrain mentionne que l'émission Fémina promeut les revendications pour la modification du Code civil, afin de permettre aux femmes mariées d'avoir une plus grande capacité d'action par rapport, majoritairement à la répartition des biens. 
Ainsi, il est possible de dire que l'émission est bien reçue par les féministes. 

### Antiféministes
Bien que peu de recherche ait été effectuée sur le sujet, il semble que contrairement aux États-Unis, aucune inquiétude marquée n'a été soulevée concernant l’élaboration d'une émission radiophonique de jour ayant comme public cible les femmes.
Cependant, Fémina, malgré les aspirations de sa réalisatrice Louise Simard d'aborder une multitude de sujets, se voit cataloguer comme une émission de cuisine et de mode.